# En tierras salvajes
На дивљој земљи (шп. En tierras salvajes) мексичка је теленовела, продукцијске куће Телевиса, снимана 2017.

## Синопсис
Исабел Монталбан девојка је одрасла у великом граду. Међутим, одлучује да се са супругом Луисом Отером, који се од ње све више удаљава због посла, пресели се на село, где живе његови родитељи и два брата. Оно што нико ни не слути јесте да ће њен долазак уздрмати односе у дому Отерових и променити судбину целе породице. Серхио и Данијел, Луисова браћа, не успевају да се одупру Исабелиним чарима — заљубљују се у њу против своје воље. Серхио је младић доброг срца и чистих осећања, док је Данијел дивљак који увек следи своје инстинкте. Обојица знају да морају да забораве на ту љубав, како за своје добро, тако и за добро свог брата и целе породице. Међутим, љубав увек избија из очију оног ко воли, а срце готово никад не слуша глас разума.
На дивљој земљи не важе никакви људски закони. Сва правила одређује искључиво срце, а Исабелино срце је оно које ће донети коначну одлуку.

### Главне улоге
| Глумац:                | Улога:               |
| ---------------------- | -------------------- |
| Клаудија Алварез       | Исабел Монталбан     |
| Кристијан де ла Фуенте | Данијел Отеро        |
| Дијего Оливера         | Анибал Отеро         |
| Орасио Панчери         | Серхио Отеро Ривељес |

### Споредне улоге
| Глумац:            | Улога:                       |
| ------------------ | ---------------------------- |
| Нинел Конде        | Каролина Тиноко Круз         |
| Сесар Евора        | Дон Артуро Отеро             |
| Данијела Ромо      | Доња Ампаро Ривељес де Отеро |
| Лисардо            | Карлос Молина                |
| Химена Кордоба     | Олга Гереро                  |
| Салвадор Пинеда    | Амадор Моралес               |
| Нереа Камачо       | Алехандра Ривељес Завала     |
| Емануел Памоларес  | Уријел Сантана               |
| Марта Хулија       | Алба Кастиљо Ортега          |
| Фабијан Роблес     | Виктор Тиноко Круз           |
| Жаки Сауза         | Тереза Кастиљо               |
| Марикруз Нахера    | Роса                         |
| Мигел Анхел Бијађо | Фидел Молина                 |
| Клаудија Ечевери   | Кармен                       |
| Елијас Меза        | Адријан Тиноко Круз          |
| Џонатан Кури       | Икер Моралес                 |
| Џесика Декоте      | Елиса Молина                 |
| Давид Паласио      | Блас                         |
| Лукас Бернабе      | Андрес Сантана               |
| Данијела Алварез   | Регина Негрете               |
| Луис Хавијер       | Родолфо Ескамила             |
| Марко Зетина       | Херардо                      |
| Силвија Манрикез   | Марија Ортега                |
| Сантјаго Гонзалез  | Клаудио                      |
| Марко Леон         | Ренато Ласкураин             |
| Антонио Монрој     | Сабино                       |
| Лиз Гаљардо        | Силвија Торес                |
| Јувана Монталво    | Изел                         |
| Ернесто Гомез Круз | старац Изуел                 |